# Leonhard Gläser
Phillip Leonhard Gläser (* 1. Februar 1797 in Siegen; † 28. März 1875 ebenda) war ein deutscher Industrieller, Politiker und Philanthrop.

## Leben
Leonhard Gläser, dessen Vorfahren Mitte des 17. Jahrhunderts nach Siegen zogen, hatte von seinem Großvater, dem Textilhersteller Eoban Gläser, mehrere Webstühle geerbt, die er sehr gewinnbringend betrieb. Dadurch wurde er einer der reichsten Bürger seiner Heimatstadt. Da er selbst gehbehindert, schwerhörig mit Sprachschwierigkeiten und von kleiner Statur war, sah er seine Lebensaufgabe darin, den wirtschaftlich Bedrängten das Gefühl der Gleichachtung zu geben, um ihr Leben damit zu erleichtern, das ja geprägt war vom einfachen Dasein der meist ärmeren Bevölkerung in der Zeit des 19. Jahrhunderts.
Am 2. Juni 1851 rief Gläser mit einigen Gleichgesinnten in Siegen den Verein "Eintracht" ins Leben. Hierfür hatte er das so genannte "Eintrachtgelände" am Rand der heutigen Siegener Innenstadt gekauft. Er ließ das große Anwesen sogleich mit Büschen, Blumenbeeten und Bäumen bepflanzen für die künftige Freizeit im Park, wo schon bald ein Karussell, Schaukeln, Turngeräte und eine Drehorgel standen.
In einer Satzung vom 4. Juni 1851 wurde als künftiger Zweck des Geländes die „Förderung guter Sitten und Bildung und Vermittlung einer näheren Bekanntschaft der Bürger Siegens durch geselligen Verkehr, herbeigeführt durch Anordnung gemeinsamer Vergnügungen. Damit Hebung der allgemeinen Wohlfahrt durch öffentliche ehrende Aner-kennung bürgerlicher und häuslicher Tugend“ festgeschrieben.
Nach der Eröffnung im August 1852 auf dem großen Eintrachtgelände, ergänzt mit einem zoologischen Garten, konnten von 1853 an die Schützenmitglieder und der Turnverein den Freizeitpark benutzen. Konzerte, Theaterspiele, Vorträge, Dichterlesungen wurden zum festen Bestandteil. Bereits nach zehn Jahren hatte der Eintrachtverein 735 Mitglieder, immerhin dreiviertel aller Siegener Familienväter. 
Nach seinem Ableben hinterließ Leonhard Gläser dann seiner Heimatstadt Siegen die Eintracht mit einem Grundstückswert von 45.000 Goldmark und ein Bargeldkapital von 90.000 Goldmark. Die jährlichen Zinsen hieraus, „sollen den örtlichen auf gegenseitige Hilfe ausgerichteten Vereinen zugeteilt werden.“ Diese Verteilung beider Stiftungen überließ Leonhard Gläser der Stadt Siegen.
Mit der feierlichen Eröffnung der Siegerlandhalle, 110 Jahre nach der Gründung der Eintracht, war dann etwas verwirklicht worden, was auch der Stifter Leonhard Gläser schon immer angestrebt hatte, dem Eintrachtgelände eine Festhalle hinzuzufügen. 
In Siegen wurde später eine Straße mit seinem Namen sowie ein Saal der Siegerlandhalle als „Leonhard-Gläser-Saal“ benannt. 1963 wurde ein Gedenkstein mit seinem Porträt im Garten vor der Siegerlandhalle enthüllt.